# Комикс-облачко

Три наиболее распространённых выноски (сверху вниз: речь, мысли, крик)

Комикс-облачко (Выноска, облачко с текстом, пузырь реплики, пузырёк со словами, баллон, текстовый баллон, баббл, спич-баббл от англ. speech balloon, speech bubble) — это графическое средство, используемое в основном в комиксах для иллюстрации речи либо мыслей персонажа (обычно в виде слов, редко — картинок). Наиболее распространёнными формами выносок являются «пузырёк», который указывает на речь, и «облачко», которое указывает на мысли.
Также выноской называют поясняющий текст для части чертежа/картинки/диаграммы/рисунка, который пишется над горизонтальной линией, от края которой проведён отрезок, указывающий на поясняемую часть изображения.

## История

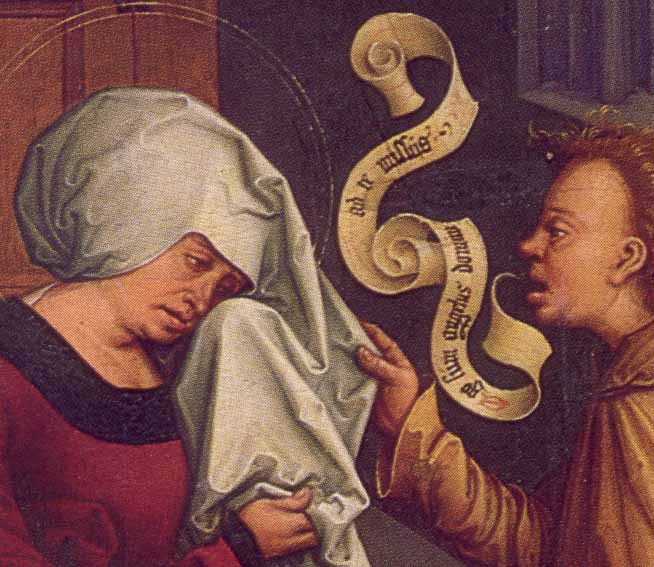
До XVIII века речь изображалась при помощи лент, флагов, свитков или бумажных страниц

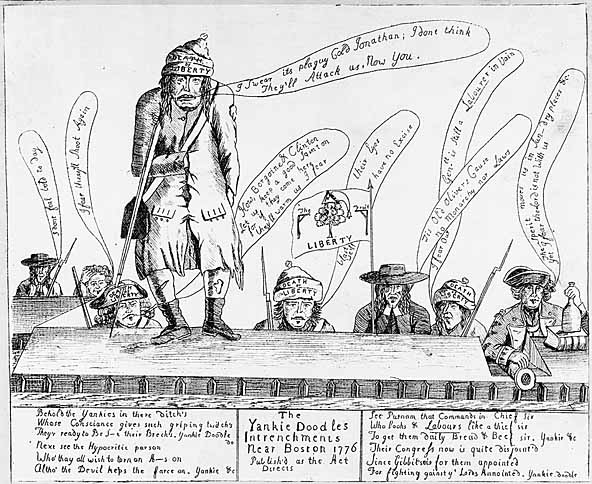
Карикатура 1775 года, отпечатанная в Бостоне

Одни из самых ранних аналогов выносок использовались в месоамериканском искусстве и были известны как «речевые свитки» — тонкие линии, соединяющие прямую речь со ртом говорящего.
В западном графическом искусстве надписи, доносящие до зрителя речь изображённого человека, известны как минимум с XIII века. Собственно пузырьки со словами начали появляться в печатных изданиях XVIII века; они часто встречаются на политических карикатурах времён американской войны за независимость. С развитием индустрии комиксов в XX веке внешний вид пузырьков со словами принимал всё более стандартизованный вид, хотя их различие в разных культурах (например, в Японии в противоположность США) можно заметить и поныне.

## Заголовки
Заголовки обычно используются для передачи слов рассказчика. Имеют прямоугольную форму и размещены возле одного из краев рисунка. Часто выделяются цветом для отличия их от выносок, используемых персонажами, которые почти всегда белые.